# Yaoi
Yaoi (やおい Yaoi) er en genre indenfor manga, anime og fanfiktion, der omhandler intime og gerne erotiske homoseksuelle forhold mellem mænd. Yaoi adskiller sig i princippet fra den lignende genre shounen-ai, der fokuserer på det romantiske, men i praksis bruges begreberne til en vis grad synonymt, ligesom alternative betegnelser som Boys' Love kan ses brugt om begge dele. Yaoi bliver overvejende lavet og læst af kvinder. Det kvindelige modstykke til yaoi er yuri, der henvender sig til mænd.

## Yaoi i Japan
Begrebet yaoi er et akronym for det japanske udtryk "yamanashi ochinashi iminashi" (山無し 落無し 意味無し), der oversat betyder "uden [fortællermæssigt] højdepunkt, uden pointe, uden mening". Mange yaoi-forfattere gør da heller ikke det store ud af historien eller figurernes udvikling. I stedet lægges vægten på gengivelsen af genretypiske homoseksuelle forhold og åbenlyse seksuelle aktiviteter. Ordets baggrund gør dog, at begrebet i princippet også kan benyttes om uselvstændige historier, der kopierer kendte figurer og efterligner andre værker. Denne betydning er ikke knyttet til nogen bestemt genre.
Yaoi tegnes og læses overvejende af kvinder, der delvist betegner sig selvironisk som "fujoshi" (腐女子 rådden pige), et ordspil på fujoshi (婦女子  kvinde). Romaner indenfor genren læses også af et ældre publikum. Her har udtrykket "kifujin" (貴腐人 bogst. "ædelt, råddent menneske"), et ordspil på kifujin (貴婦人 ædel dame).
I fanfiktion og doujinshi er figurerne typiske mandlige personer, som læserne allerede kender fra film, fjernsyn eller litteratur, og hvis forhold til hinanden forfatterne her gengiver på homoerotisk vis. Historien bliver for det meste kun antydet, da den i forvejen er kendt fra de originale værker.
I Japan bruges betegnelsen yaoi i almindelighed kun ved ting som fanfiktion og doujinshi. Udgivelser fra kommercielle forlag benytter den pseudo-engelske betegnelse Boys’ Love ( ボーイズラブ, booizu rabu), ofte forkortet som BL (udtales bi eru på japansk). I daglig tale kan både BL og yaoi dog bruges som overordnet betegnelse for hele genren, idet ældre personer er tilbøjelige til at bruge yaoi.

## Yaoi i vesten
I vesten benyttes yaoi stedvist som overordnet begreb for anime, manga, fanfiktion og fantegninger, der beskæftiger sig med romantisk, homoseksuel kærlighed mellem mænd. Mange forfattere trækker en grænse mellem yaoi, hvor åbenlys erotik er i forgrunden, og shounen-ai, hvor der er lagt vægt på det romantiske, mens det erotiske spiller en underordnet rolle. I praksis benyttes ingen af betegnelserne dog entydigt.